# Aotus cordifolia
Aotus cordifolia är en ärtväxtart som beskrevs av George Bentham. Aotus cordifolia ingår i släktet Aotus och familjen ärtväxter. Inga underarter finns listade i Catalogue of Life.